# Artibeus anderseni
Artibeus anderseni es una especie de murciélago de la familia Phyllostomidae.

## Distribución geográfica
Se encuentra en Bolivia, Brasil, Colombia, Ecuador, Guayana Francesa y Perú.